# Kostadin Stojanov
Kostadin Stojanov (in bulgaro Костадин Стоянов?; traslitterazione anglosassone: Kostadin Stoyanov; Nova Zagora, 2 maggio 1986) è un ex calciatore bulgaro, di ruolo difensore.

## Carriera

### Club
Debutta con la squadra della sua città, lo Zagorec, per poi essere prelevato dallo Sliven. Dal 2009 gioca con il CSKA Sofia, con il quale debutta in Europa League il 17 settembre 2009, contro il Fulham.

### Nazionale
Ha rappresentato la nazionale bulgara contro Cipro e la Georgia.

## Palmarès

### Club

#### Competizioni nazionali
- Coppa di Bulgaria: 1

CSKA Sofia: 2010-2011
- Supercoppa di Bulgaria: 1

CSKA Sofia: 2011